# Hugo Marcus
Hugo "Hamid" Marcus (Posnânia, Reino da Prússia, 6 de julho de 1880 - Basileia, Suíça, 18 de abril de 1966) foi um escritor e intelectual alemão em Berlim durante o período de Weimar que se converteu ao islamismo e moldou a vida da comunidade como diretor administrativo da mesquita Wilmersdorfer.

## Vida
Hugo Marcus nasceu em Posnânia e se mudou para Berlim em 1903, onde estudou filosofia na Friedrich-Wilhelms-Universität, defendeu os direitos dos homossexuais no Comitê Científico-Humanitário de seu amigo Magnus Hirschfeld e trabalhou na revista pacifista Das Ziel de Kurt Hiller. No início, obteve grande sucesso com livros filosóficos e espirituais, que escreveu como membro do George Circle. Em 1908, publicou sua tese de doutorado. No início dos anos 1920, converteu-se ao islamismo, o que na época inspirou muitos artistas em Berlim, e passou a se chamar Hamid.
De 1923 a 1938, Hugo Marcus foi síndico da Mesquita Wilmersdorfer, na época a única mesquita da Alemanha. Ele dirigiu a revista Moslemische Revue, traduziu o Alcorão para o alemão, foi até presidente da Sociedade Muçulmana Alemã de 1930 a 1935 - e ao mesmo tempo sempre permaneceu membro da comunidade judaica, pois não via contradição entre essas duas religiões. Em 9 de novembro de 1938 foi preso, mas devido ao apoio de Georg von Sachsens, foi libertado semanas depois.
Em 23 de agosto de 1939 cruzou a fronteira com a Suíça com a ajuda da comunidade muçulmana e viveu no exílio em Oberwil BL durante a guerra. Depois da guerra, ele continuou a escrever para Der Kreis, uma revista gay aclamada internacionalmente, sob o pseudônimo de Hans Alienus.
Seu irmão era o chefe do distrito saxão Richard Marcus (1883-1933).

## Obras
- Das Frühlingsglück (1901)
- Meditationen (1904)
- Musikästhetische Betrachtungen (1906)
- Das Tor dröhnt zu (Berlim, 1915)
- Lord Byrons Jugendtraum (Leipzig, 1925)
- Metaphysik der Gerechtigkeit (Basileia, 1947)
- Rechtswelt und Ästhetik (Bonn, 1952)
- Die Ideistik (Basileia, 1958)
- Die Fundamente der Wirklichkeit als Regulatoren der Sprache (Bonn, 1960)
- Einer sucht den Freund (Heidelberg, 1961)